# Benoît Hamon
Benoît Hamon, född 26 juni 1967 i Saint-Renan i Finistère, är en fransk politiker (socialist) och Socialistpartiets presidentkandidat inför det franska presidentvalet 2017.
Hamon blev invald i Europaparlamentet i Europaparlamentsvalet 2004 och satt i parlamentet fram till 2009. I maj 2012 utsågs han till minister för sociala ekonomin av François Hollande, en post han innehade fram till april 2014. Mellan april 2014 och augusti 2014 var Hamon utbildningsminister. Han avgick från regeringen i protest mot vad han ansåg vara Hollandes icke-socialistiska politik.
I januari 2017 kandiderade Hamon till att bli Socialistpartiets presidentkandidat inför presidentvalet 2017. I den första omgången i primärvalet fick han flest röster, men inte egen majoritet. I en andra valomgång den 29 januari 2017 vann han mot Manuel Valls.